# Falmignoul
Falmignoul (en wallon Falmignoûle) est une section de la ville belge de Dinant située en Région wallonne dans la province de Namur.
C'était une commune à part entière avant la fusion des communes de 1977.

## Étymologie
Diminutif de Falmagne suffixe "eola".

## Géographie
Situé à 8,5 km de Dinant, à 12,5 km de Beauraing et à 2,5 km de Waulsort (par le bois), Falmignoul est un important village implanté dans la vallée du ruisseau de Falmagne, dit la "Prée", de part et d'autre de celui-ci, et sur le versant ouest, où se trouve le centre avec l'église. L'habitat date essentiellement du XIXe siècle. Altitude: 200 m à la marche inférieure de l'église. Superficie: 647 ha.
En partie Principauté de Liège et Comté de Namur (Prévôté de Poilvache); département de Sambre-et-Meuse – Arrondissement de Dinant mais canton de Beauraing – Diocèse de Liège à1561: de Namur.
Attestation la plus ancienne: 1210, "Falemignuele".

## Évolution démographique
- Source: DGS, 1831 à 1970=recensements population, 1976= habitants au 31 décembre

## Histoire
Le ravin du Colèbi à Falmignoul est célèbre par ses marmites naturelles qui constituent une curiosité géographique et par ses grottes qui ont livré des ossements humains (au moins 11 individus) remontant à l'âge néolithique. Aucun témoignage de l'époque romaine, ni mérovingienne ne nous est parvenu. D'abord simple dépendance de la paroisse d'Anseremme donnée en 817 à l'abbaye de St-Hubert par l'évêque de Liège, la terre de Falmignoul est restée dans les possessions de ce monastère jusqu'à la fin de l'Ancien Régime.
Attention cependant, car le village tel qu'il se présente actuellement était, à l'époque, divisé en 3 parties; divisions subsistant jusqu'au XVIe siècle : 
- la terre de Falmignoul appartenait à l'Abbaye de Saint-Hubert en Principauté de Liège ;
- le hameau de Mont, dit Ban du Mont, touchait à la Meuse et était encerclé par la seigneurie de Château-Thierry, à l'Ouest et par le village de Falmignoul.  Il dépendait de la prévôté de Poilvache. Le hameau était donc en Comté de Namur ;
- La seigneurie de Château-Thierry. Enfin, Falmignoul, en ce compris [pas clair] Château-Thierry et Ban du Mont, fut érigée en commune dans le cadre de la réorganisation territoriale imposée par la Révolution.

Vers 1790, l'Abbaye Notre-Dame de Felixpré jouissait d'un revenu de sept à huit mille livres et d'une rente de vingt-quatre muids d'épeautre à la charge de la commune de Falmignoul.

## Patrimoine et culture

### Patrimoine architectural
- L'église : Édifice néo-classique en brique et pierre bleue datant de 1842.  Église mononef, elle ne présente aucun caractère particulier. Les 3 autels sont l'œuvre des Delvigne de Dinant et datent de 1873.  Elle est dédiée à saint Nicolas.  Elle fut restaurée en 1892 par l'architecte Lange.

- Rue des Cretias, 122 : Cette maison en moellons de calcaire chaulés et pierre bleue semble traverser le temps sans vieillir, elle date pourtant de 1770-75.  Pour cette époque, elle est surtout exceptionnelle par son importance avec 2 niveaux sur caves, six travées, deux accès et des baies à montants harpés et bombés qui viennent rompre avec harmonie la linéarité de l'édifice.

- Ferme Clarenne : En bordure du village, au N-O, on peut voir une grosse ferme semi-clôturée, en moellons de calcaire et pierre bleue dont les bâtiments, gravés de 5 millésimes, s'échelonnent presque tous dans le second tiers du XVIIIe siècle : le logis 1746, à droite du logis les étables de 1738, au nord les 3 étables de 1766 et la grange de 1771[1].

## Économie
La brasserie Caracole est située à Falmignoul.

## Galerie

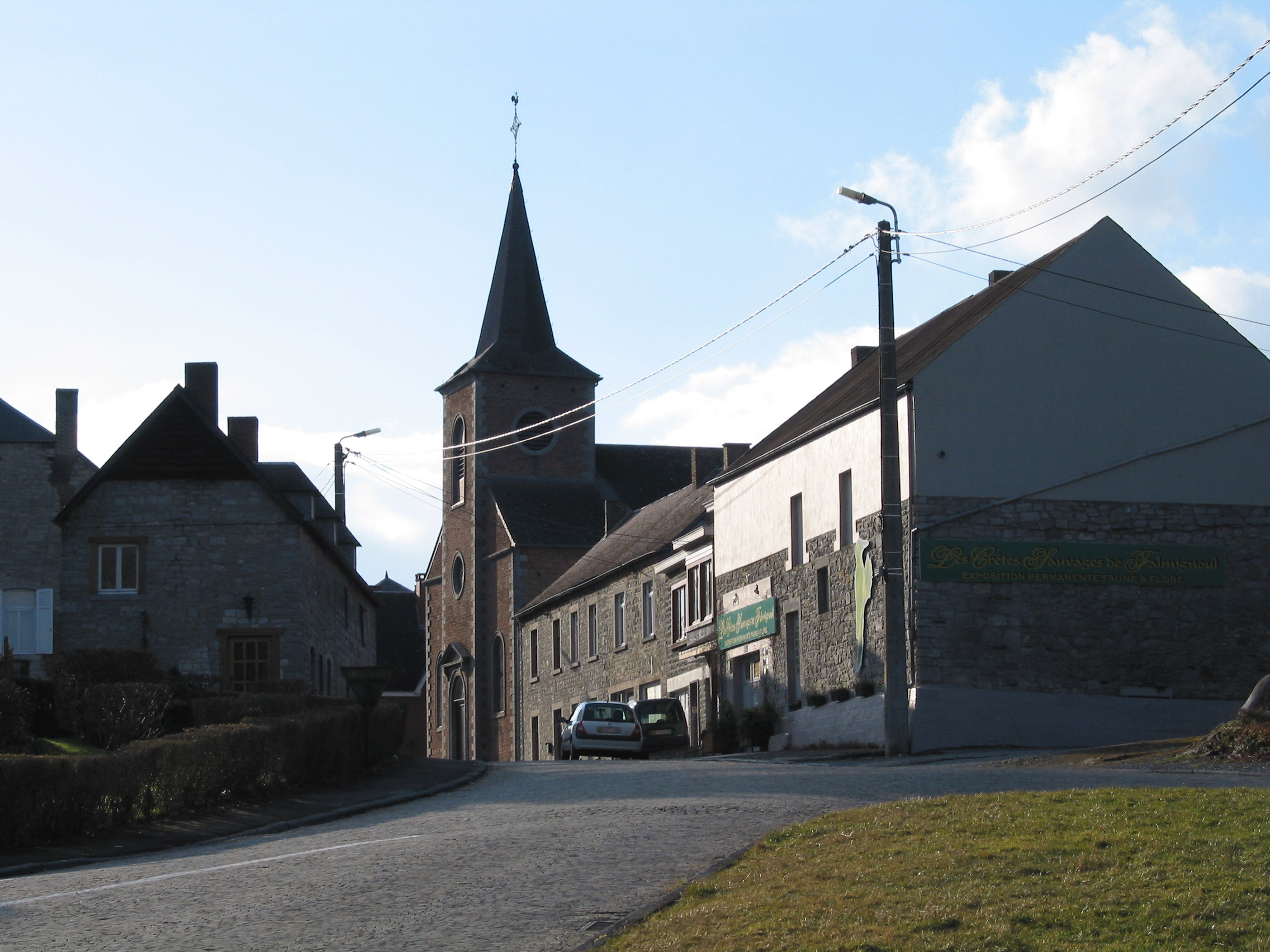
Le quartier de l'église.
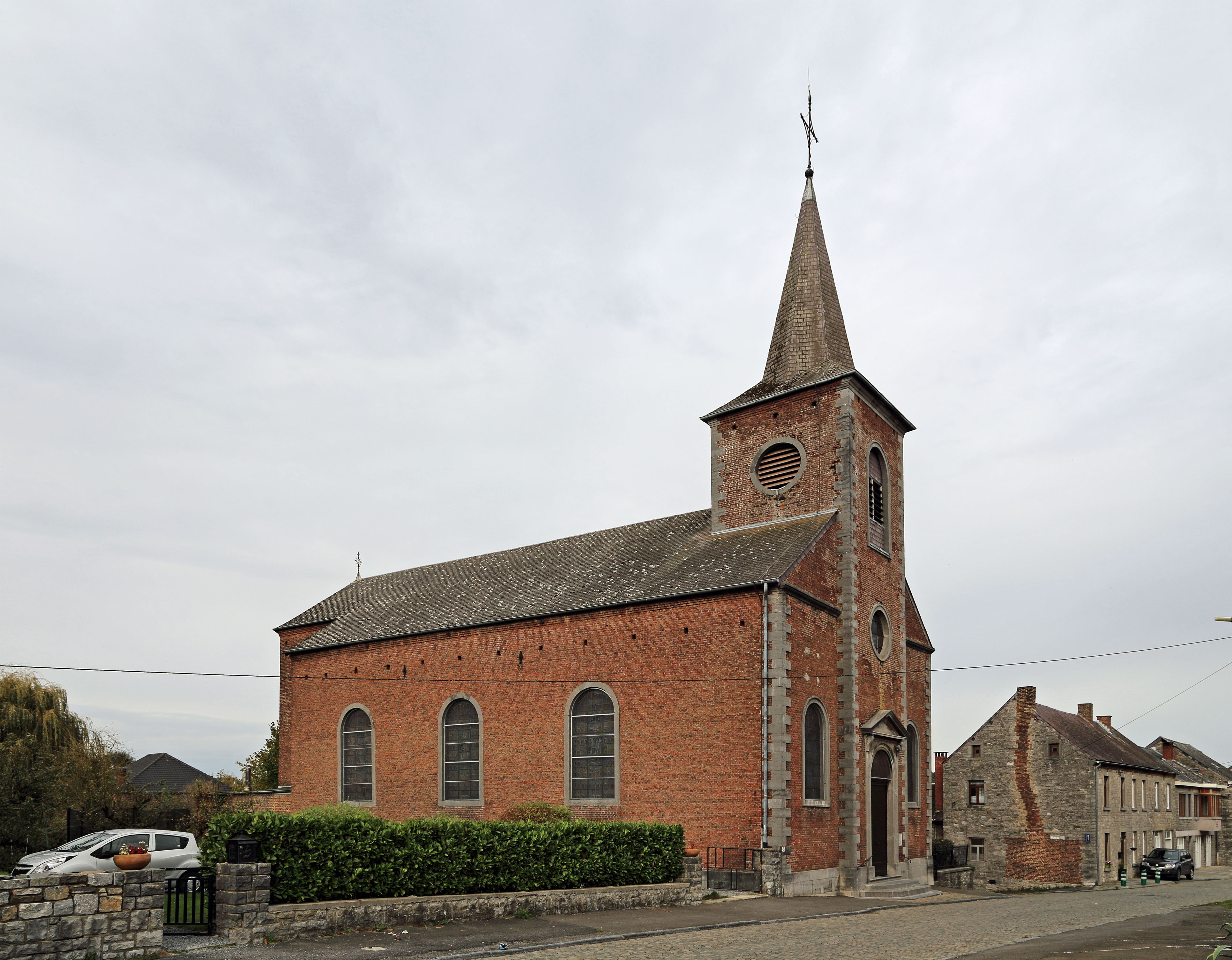
L'église
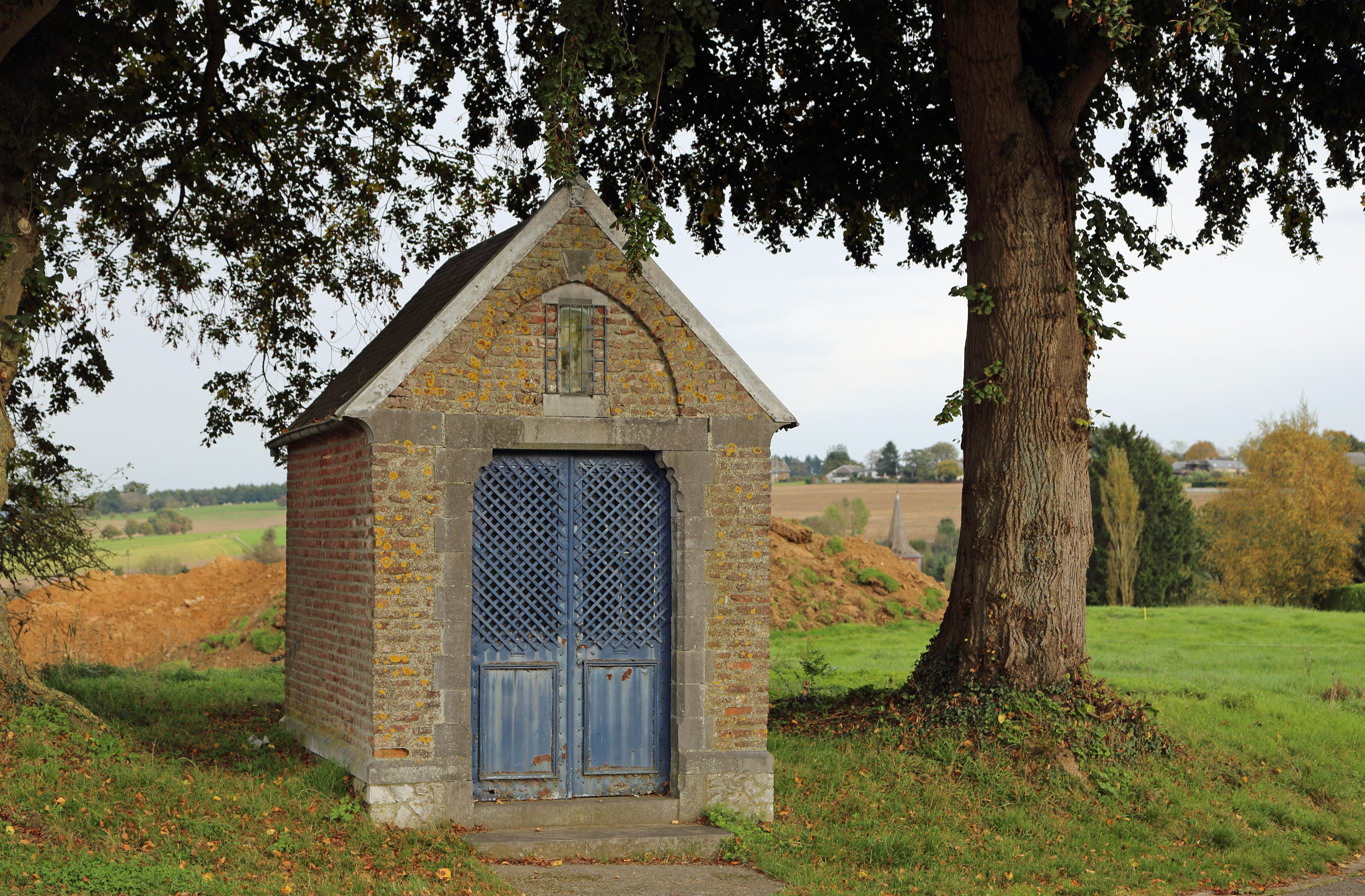
Une chapelle
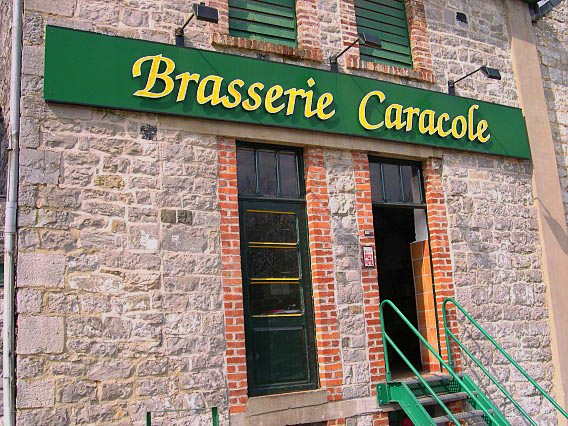
La brasserie Caracole

## Personnalités
- Roger Bodart (1910-1973) est né à Falmignoul le 10 mars 1910, et son père Joseph Bodart était l'instituteur du village. La place de Falmignoul a été rebaptisée place Roger Bodart en 1974. Roger Bodart était poète et essayiste, académicien, Directeur du Service des Lettres (Ministère de l'Education nationale), et il a été journaliste à l'I.N.R (ancienne RTBF) et au quotidien Le Soir.